# 尤寧堂區
尤寧堂區（英語：Union Parish）是美国路易斯安那州北部的一個堂區，北界阿肯色州，面積2,345平方公里。根據2020年美國人口普查，共有人口21,107人。治所法默维尔（Farmerville）。該縣成立於1839年3月13日，堂區名來自當時主張聯邦權力的思潮。